# Sainte-Agathe (Manitoba)
Pour les articles homonymes, voir Sainte-Agathe.
Sainte-Agathe est un village au sud du Manitoba. 
Sainte-Agathe est d'abord un village de pionniers venus s'établir à la Pointe-à-Grouette, le long de la rivière Rouge.
En 1868, la région de Pointe-à-Grouette à la Rivière-Rouge compte 75 hommes, 62 femmes et 68 enfants. La population s'élève aujourd'hui[Quand ?] à 500 habitants.
Entre 1863 et 1872, le curé, Noël Ritchot, de Saint-Norbert vient exercer sa fonction d'homme d'église à la mission de Pointe-à-Grouette. Originaire de Sainte-Agathe au Québec, il renomme le village de Pointe-à-Grouette en Sainte-Agathe.
le 11 avril 1876 l'évêque Alexandre Taché confère le statut officiel à la paroisse de Sainte-Agathe. 
Sainte Agathe est localisée géographiquement à 49° 34′ de latitude nord - 97° l0′ de longitude ouest, à mi-chemin entre l'océan Atlantique et l'océan Pacifique.

## Démographie
| 2011 | 2016 |
| ---- | ---- |
| 614  | 637  |